# Tipula (Vestiplex) nubila
Tipula (Vestiplex) nubila is een tweevleugelige uit de familie langpootmuggen (Tipulidae). De soort komt voor in het Palearctisch gebied.